# Deprea paneroi
Deprea paneroi är en potatisväxtart som beskrevs av C. Benítez de Rojas, M. Martínez. Deprea paneroi ingår i släktet Deprea och familjen potatisväxter. Inga underarter finns listade i Catalogue of Life.